# Landschaftsschutzgebiet Osteregelser Moor und Umgebung
Das Landschaftsschutzgebiet Osteregelser Moor und Umgebung ist ein Landschaftsschutzgebiet im Landkreis Aurich des Bundeslandes Niedersachsen. Es trägt die Nummer LSG AUR 0026.

## Beschreibung des Gebiets
Das 1990 ausgewiesene Landschaftsschutzgebiet umfasst eine Fläche von 3,56 Quadratkilometern und liegt nordöstlich der Kernstadt südlich des Auricher Stadtteils Pfalzdorf. Das Landschaftsschutzgebiet besteht hauptsächlich aus Hochmoor und dem dazugehörigen Hochmoorrandgebiet im Grenzbereich zur grundwassernahen und grundwasserfernen Geest. Im Bereich des Hoochmoores, das als bedeutende Rest der ursprünglich ausgedehnten Moorgebiete östlich von Aurich gilt, gibt es renaturierte Handtorfstiche und einige wiedervernässten Hochmoorflächen, während der Randbereich als Feuchtgrünland genutzt wird. Daneben prägen einige Stillgewässer, Gehölzstreifen und Moorwald das Gebiet. Es gilt als Lebensraum für typische Pflanzen des Hochmoores sowie angepasster Tierarten.